# Taeniopsetta ocellata
Taeniopsetta ocellata és un peix teleosti de la família dels bòtids i de l'ordre dels pleuronectiformes.

## Morfologia
Pot arribar als 11,4 cm de llargària total.

## Distribució geogràfica
Es troba a les costes del Japó.